# Nuestro pan de cada día
Unser täglich Brot (traducida al castellano como "Nuestro pan de cada día") es un documental austriaco estrenado en 2005. Fue dirigido por Nikolaus Geyrhalter. El documental muestra cómo modernas empresas de producción de alimentos emplean la tecnología para maximizar la eficiencia, la seguridad de los consumidores y el beneficio. Consiste principalmente en situaciones reales de trabajo sin voz en off o entrevistas como el director trata de dejar que los espectadores formen su propia opinión sobre el tema. Deliberadamente no se muestran los nombres de las empresas donde se filmó el material de archivo. El objetivo del director es proporcionar una visión realista sobre el funcionamiento interno de varias empresas de producción de alimentos en nuestra sociedad moderna. 